# Alling
Alling là một đô thị thuộc huyện Fürstenfeldbruck trong bang Bayern nước Đức. Đô thị Alling có diện tích 21,04 km², dân số thời điểm 31 tháng 12 năm 2006 là 3485 người.